# 韩国宪法法院法官
宪法法院法官（：／）是韩国宪法法院的审判人员。按《大韓民國憲法》第112條第2項規定，憲法法院法官不得加入政黨或參加政治活動，以確保其審判獨立性。 另据《宪法法院法》第5条第1項规定，  宪法法院法官应当年满40周岁，具有律师资格，并有15年以上律师执业或者法学研究经验。

## 产生
憲法法院法官由韓國總統任命，其中三人為總統直接任命，三人由韓國國會提名，另外三人則由大法院院長提名。

## 现任法官
| 肖像 | 姓名   | 提名                  | 任命   | 就任日期       | 學歷     | 備註              |
| ---- | ------ | --------------------- | ------ | -------------- | -------- | ----------------- |
|      | 金尙煥 | 總統 （李在明）       | 李在明 | 2025年7月23日  | 首爾大學 | 第9任宪法法院院长 |
|      | 金炯枓 | 大法院院長 （金命洙） | 尹锡悦 | 2023年3月31日  | 首爾大學 |                   |
|      | 鄭貞美 | 大法院院長 （金命洙） | 尹锡悦 | 2023年4月17日  | 首爾大學 |                   |
|      | 鄭亨植 | 總統 （尹锡悦）       | 尹锡悦 | 2023年12月18日 | 首爾大學 |                   |
|      | 金福馨 | 大法院院長 （曹喜大） | 尹锡悦 | 2024年9月21日  | 首爾大學 |                   |
|      | 趙漢暢 | 国会 （ 國民力量）    | 崔相穆 | 2025年1月1日   | 首爾大學 |                   |
|      | 鄭桂先 | 国会 （ 共同民主党）  | 崔相穆 | 2025年1月1日   | 首爾大學 |                   |
|      | 馬恩赫 | 国会 （ 共同民主党）  | 韓悳洙 | 2025年4月9日   | 首爾大學 |                   |
|      | 吴泳俊 | 總統 （李在明）       | 李在明 | 2025年7月23日  | 首爾大學 |                   |

## 历任法官

### 水平表格
以下为大韓第六共和國历任宪法法院法官列表（粗体为院长，下划线为参与总统弹劾审判法官）：
| 年份 | 任命                  | 提名                            | 提名                    | 提名                    | 提名                                                                          | 提名                  | 提名                  | 提名                            | 提名                    | 提名                    | 提名                            | 提名                  | 提名       | 提名                                                                 | 提名                  | 提名             | 提名                        | 提名                        | 提名                        | 提名                                                                         | 提名                | 提名             | 提名                                                                                              | 提名                  | 提名                  | 提名                                                         | 提名                | 提名             |
| 年份 | 任命                  | 总统                            | 总统                    | 总统                    | 总统                                                                          | 总统                  | 总统                  | 总统                            | 总统                    | 总统                    | 国会                            | 国会                  | 国会       | 国会                                                                 | 国会                  | 国会             | 国会                        | 国会                        | 国会                        | 大法院院长                                                                   | 大法院院长          | 大法院院长       | 大法院院长                                                                                        | 大法院院长            | 大法院院长            | 大法院院长                                                   | 大法院院长          | 大法院院长       |
| 年份 | 任命                  | 1                               | 1                       | 1                       | 2                                                                             | 2                     | 2                     | 3                               | 3                       | 3                       | 1                               | 1                     | 1          | 2                                                                    | 2                     | 2                | 3                           | 3                           | 3                           | 1                                                                            | 1                   | 1                | 2                                                                                                 | 2                     | 2                     | 3                                                            | 3                   | 3                |
| 年份 | 任命                  | 姓名                            | 任期                    | 院校                    | 姓名                                                                          | 任期                  | 院校                  | 姓名                            | 任期                    | 院校                    | 姓名                            | 任期                  | 院校       | 姓名                                                                 | 任期                  | 院校             | 姓名                        | 任期                        | 院校                        | 姓名                                                                         | 任期                | 院校             | 姓名                                                                                              | 任期                  | 院校                  | 姓名                                                         | 任期                | 院校             |
| ---- | --------------------- | ------------------------------- | ----------------------- | ----------------------- | ----------------------------------------------------------------------------- | --------------------- | --------------------- | ------------------------------- | ----------------------- | ----------------------- | ------------------------------- | --------------------- | ---------- | -------------------------------------------------------------------- | --------------------- | ---------------- | --------------------------- | --------------------------- | --------------------------- | ---------------------------------------------------------------------------- | ------------------- | ---------------- | ------------------------------------------------------------------------------------------------- | --------------------- | --------------------- | ------------------------------------------------------------ | ------------------- | ---------------- |
|      | 卢泰愚                | 卢泰愚（ 民主正義黨）           | 卢泰愚（ 民主正義黨）   | 卢泰愚（ 民主正義黨）   | 卢泰愚（ 民主正義黨）                                                         | 卢泰愚（ 民主正義黨） | 卢泰愚（ 民主正義黨） | 卢泰愚（ 民主正義黨）           | 卢泰愚（ 民主正義黨）   | 卢泰愚（ 民主正義黨）   | 民主正義黨                      | 民主正義黨            | 民主正義黨 | 和平民主黨                                                           | 和平民主黨            | 和平民主黨       | 統一民主黨                  | 統一民主黨                  | 統一民主黨                  | 李一珪（卢泰愚）                                                             | 李一珪（卢泰愚）    | 李一珪（卢泰愚） | 李一珪（卢泰愚）                                                                                  | 李一珪（卢泰愚）      | 李一珪（卢泰愚）      | 李一珪（卢泰愚）                                             | 李一珪（卢泰愚）    | 李一珪（卢泰愚） |
|      | 卢泰愚                | 曺圭光1 조규광                  | 1988年9月~1994年9月     | 首尔大学                | 崔光律 최광률                                                                 | 1988年9月~1994年9月   | 首尔大学              | 金亮均 김양균                   | 1988年9月~1994年9月     | 全南大学                | 韓柄寀 한병채                   | 1988年9月~1994年9月   | 首尔大学   | 卞禎洙 변정수                                                        | 1988年9月~1994年9月   | 高丽大学（退学） | 金鎭佑 김진우               | 1988年9月~1994年9月         | 首尔大学                    | 李成烈 이성렬                                                                | 1988年9月~1991年8月 | 朝鲜大学         | 李時潤 이시윤                                                                                     | 1988年9月~1993年12月  | 首尔大学              | 金汶熙 김문희                                                | 1988年9月~1994年9月 | 首尔大学         |
|      | 卢泰愚                | 曺圭光1 조규광                  | 1988年9月~1994年9月     | 首尔大学                | 崔光律 최광률                                                                 | 1988年9月~1994年9月   | 首尔大学              | 金亮均 김양균                   | 1988年9月~1994年9月     | 全南大学                | 韓柄寀 한병채                   | 1988年9月~1994年9月   | 首尔大学   | 卞禎洙 변정수                                                        | 1988年9月~1994年9月   | 高丽大学（退学） | 金鎭佑 김진우               | 1988年9月~1994年9月         | 首尔大学                    | 金德柱（卢泰愚）                                                             |                     |                  | 李時潤 이시윤                                                                                     | 1988年9月~1993年12月  | 首尔大学              | 金汶熙 김문희                                                | 1988年9月~1994年9月 | 首尔大学         |
|      | 卢泰愚                | 曺圭光1 조규광                  | 1988年9月~1994年9月     | 首尔大学                | 崔光律 최광률                                                                 | 1988年9月~1994年9月   | 首尔大学              | 金亮均 김양균                   | 1988年9月~1994年9月     | 全南大学                | 韓柄寀 한병채                   | 1988年9月~1994年9月   | 首尔大学   | 卞禎洙 변정수                                                        | 1988年9月~1994年9月   | 高丽大学（退学） | 金鎭佑 김진우               | 1988年9月~1994年9月         | 首尔大学                    | 黃道淵 황도연                                                                | 1991年8月~1997年8月 | 首尔大学         | 李時潤 이시윤                                                                                     | 1988年9月~1993年12月  | 首尔大学              | 金汶熙 김문희                                                | 1988年9月~1994年9月 | 首尔大学         |
|      | 卢泰愚                | 曺圭光1 조규광                  | 1988年9月~1994年9月     | 首尔大学                | 崔光律 최광률                                                                 | 1988年9月~1994年9月   | 首尔大学              | 金亮均 김양균                   | 1988年9月~1994年9月     | 全南大学                | 韓柄寀 한병채                   | 1988年9月~1994年9月   | 首尔大学   | 卞禎洙 변정수                                                        | 1988年9月~1994年9月   | 高丽大学（退学） | 金鎭佑 김진우               | 1988年9月~1994年9月         | 首尔大学                    | 黃道淵 황도연                                                                | 1991年8月~1997年8月 | 首尔大学         | 尹錧（金泳三）                                                                                    |                       |                       | 金汶熙 김문희                                                | 1988年9月~1994年9月 | 首尔大学         |
|      | 卢泰愚                | 曺圭光1 조규광                  | 1988年9月~1994年9月     | 首尔大学                | 崔光律 최광률                                                                 | 1988年9月~1994年9月   | 首尔大学              | 金亮均 김양균                   | 1988年9月~1994年9月     | 全南大学                | 韓柄寀 한병채                   | 1988年9月~1994年9月   | 首尔大学   | 卞禎洙 변정수                                                        | 1988年9月~1994年9月   | 高丽大学（退学） | 金鎭佑 김진우               | 1988年9月~1994年9月         | 首尔大学                    | 黃道淵 황도연                                                                | 1991年8月~1997年8月 | 首尔大学         | 李在華 이재화                                                                                     | 1993年12月~1999年12月 | 首尔大学              | 金汶熙 김문희                                                | 1988年9月~1994年9月 | 首尔大学         |
|      | 金泳三                | 金泳三（ 民主自由党）           | 金泳三（ 民主自由党）   | 金泳三（ 民主自由党）   | 金泳三（ 民主自由党）                                                         | 金泳三（ 民主自由党） | 金泳三（ 民主自由党） | 金泳三（ 民主自由党）           | 金泳三（ 民主自由党）   | 金泳三（ 民主自由党）   | 民主自由党                      | 民主自由党            | 民主自由党 | 民主黨                                                               | 民主黨                | 民主黨           | 民主自由党                  | 民主自由党                  | 民主自由党                  | 黃道淵 황도연                                                                | 1991年8月~1997年8月 | 首尔大学         | 李在華 이재화                                                                                     | 1993年12月~1999年12月 | 首尔大学              | 尹錧（金泳三）                                               | 尹錧（金泳三）      | 尹錧（金泳三）   |
|      | 金泳三                | 金容俊2 김용준                  | 1994年9月~2000年9月     | 首尔大学                | 金鎭佑 김진우                                                                 | 1994年9月~1997年1月   | 首尔大学              | 鄭京植 정경식                   | 1994年9月~2000年9月     | 高丽大学                | 金汶熙 김문희                   | 1994年9月~2000年9月   | 首尔大学   | 趙昇衡 조승형                                                        | 1994年9月~1999年9月   | 首尔大学         | 申昌彦 신창언               | 1994年9月~2000年9月         | 首尔大学                    | 黃道淵 황도연                                                                | 1991年8月~1997年8月 | 首尔大学         | 李在華 이재화                                                                                     | 1993年12月~1999年12月 | 首尔大学              | 高重錫 고중석                                                | 1994年9月~2000年9月 | 高丽大学         |
|      | 金泳三                | 金容俊2 김용준                  | 1994年9月~2000年9月     | 首尔大学                | 李永模 이영모                                                                 | 1997年1月~2001年3月   | 釜山大学              | 鄭京植 정경식                   | 1994年9月~2000年9月     | 高丽大学                | 金汶熙 김문희                   | 1994年9月~2000年9月   | 首尔大学   | 趙昇衡 조승형                                                        | 1994年9月~1999年9月   | 首尔大学         | 申昌彦 신창언               | 1994年9月~2000年9月         | 首尔大学                    | 黃道淵 황도연                                                                | 1991年8月~1997年8月 | 首尔大学         | 李在華 이재화                                                                                     | 1993年12月~1999年12月 | 首尔大学              | 高重錫 고중석                                                | 1994年9月~2000年9月 | 高丽大学         |
|      | 金泳三                | 金容俊2 김용준                  | 1994年9月~2000年9月     | 首尔大学                | 李永模 이영모                                                                 | 1997年1月~2001年3月   | 釜山大学              | 鄭京植 정경식                   | 1994年9月~2000年9月     | 高丽大学                | 金汶熙 김문희                   | 1994年9月~2000年9月   | 首尔大学   | 趙昇衡 조승형                                                        | 1994年9月~1999年9月   | 首尔大学         | 申昌彦 신창언               | 1994年9月~2000年9月         | 首尔大学                    | 黃道淵 황도연                                                                | 1991年8月~1997年8月 | 首尔大学         | 李在華 이재화                                                                                     | 1993年12月~1999年12月 | 首尔大学              | 高重錫 고중석                                                | 1994年9月~2000年9月 | 高丽大学         |
|      | 金泳三                | 金容俊2 김용준                  | 1994年9月~2000年9月     | 首尔大学                | 李永模 이영모                                                                 | 1997年1月~2001年3月   | 釜山大学              | 鄭京植 정경식                   | 1994年9月~2000年9月     | 高丽大学                | 金汶熙 김문희                   | 1994年9月~2000年9月   | 首尔大学   | 趙昇衡 조승형                                                        | 1994年9月~1999年9月   | 首尔大学         | 申昌彦 신창언               | 1994年9月~2000年9月         | 首尔大学                    | 尹錧（金泳三）                                                               |                     |                  | 李在華 이재화                                                                                     | 1993年12月~1999年12月 | 首尔大学              | 高重錫 고중석                                                | 1994年9月~2000年9月 | 高丽大学         |
|      | 金泳三                | 金容俊2 김용준                  | 1994年9月~2000年9月     | 首尔大学                | 李永模 이영모                                                                 | 1997年1月~2001年3月   | 釜山大学              | 鄭京植 정경식                   | 1994年9月~2000年9月     | 高丽大学                | 金汶熙 김문희                   | 1994年9月~2000年9月   | 首尔大学   | 趙昇衡 조승형                                                        | 1994年9月~1999年9月   | 首尔大学         | 申昌彦 신창언               | 1994年9月~2000年9月         | 首尔大学                    | 韓大鉉 한대현                                                                | 1997年8月~2003年8月 | 首尔大学         | 李在華 이재화                                                                                     | 1993年12月~1999年12月 | 首尔大学              | 高重錫 고중석                                                | 1994年9月~2000年9月 | 高丽大学         |
|      | 金泳三                | 金容俊2 김용준                  | 1994年9月~2000年9月     | 首尔大学                | 李永模 이영모                                                                 | 1997年1月~2001年3月   | 釜山大学              | 鄭京植 정경식                   | 1994年9月~2000年9月     | 高丽大学                | 金汶熙 김문희                   | 1994年9月~2000年9月   | 首尔大学   | 趙昇衡 조승형                                                        | 1994年9月~1999年9月   | 首尔大学         | 申昌彦 신창언               | 1994年9月~2000年9月         | 首尔大学                    | 韓大鉉 한대현                                                                | 1997年8月~2003年8月 | 首尔大学         | 李在華 이재화                                                                                     | 1993年12月~1999年12月 | 首尔大学              | 高重錫 고중석                                                | 1994年9月~2000年9月 | 高丽大学         |
|      | 金泳三                | 金容俊2 김용준                  | 1994年9月~2000年9月     | 首尔大学                | 李永模 이영모                                                                 | 1997年1月~2001年3月   | 釜山大学              | 鄭京植 정경식                   | 1994年9月~2000年9月     | 高丽大学                | 金汶熙 김문희                   | 1994年9月~2000年9月   | 首尔大学   | 趙昇衡 조승형                                                        | 1994年9月~1999年9月   | 首尔大学         | 申昌彦 신창언               | 1994年9月~2000年9月         | 首尔大学                    | 韓大鉉 한대현                                                                | 1997年8月~2003年8月 | 首尔大学         | 李在華 이재화                                                                                     | 1993年12月~1999年12月 | 首尔大学              | 高重錫 고중석                                                | 1994年9月~2000年9月 | 高丽大学         |
|      | 金泳三                | 金容俊2 김용준                  | 1994年9月~2000年9月     | 首尔大学                | 李永模 이영모                                                                 | 1997年1月~2001年3月   | 釜山大学              | 鄭京植 정경식                   | 1994年9月~2000年9月     | 高丽大学                | 金汶熙 김문희                   | 1994年9月~2000年9月   | 首尔大学   | 趙昇衡 조승형                                                        | 1994年9月~1999年9月   | 首尔大学         | 申昌彦 신창언               | 1994年9月~2000年9月         | 首尔大学                    | 韓大鉉 한대현                                                                | 1997年8月~2003年8月 | 首尔大学         | 李在華 이재화                                                                                     | 1993年12月~1999年12月 | 首尔大学              | 高重錫 고중석                                                | 1994年9月~2000年9月 | 高丽大学         |
|      | 金泳三                | 金容俊2 김용준                  | 1994年9月~2000年9月     | 首尔大学                | 李永模 이영모                                                                 | 1997年1月~2001年3月   | 釜山大学              | 鄭京植 정경식                   | 1994年9月~2000年9月     | 高丽大学                | 金汶熙 김문희                   | 1994年9月~2000年9月   | 首尔大学   | 趙昇衡 조승형                                                        | 1994年9月~1999年9月   | 首尔大学         | 申昌彦 신창언               | 1994年9月~2000年9月         | 首尔大学                    | 韓大鉉 한대현                                                                | 1997年8月~2003年8月 | 首尔大学         | 李在華 이재화                                                                                     | 1993年12月~1999年12月 | 首尔大学              | 高重錫 고중석                                                | 1994年9月~2000年9月 | 高丽大学         |
|      | 金泳三                | 金容俊2 김용준                  | 1994年9月~2000年9月     | 首尔大学                | 李永模 이영모                                                                 | 1997年1月~2001年3月   | 釜山大学              | 鄭京植 정경식                   | 1994年9月~2000年9月     | 高丽大学                | 金汶熙 김문희                   | 1994年9月~2000年9月   | 首尔大学   | 趙昇衡 조승형                                                        | 1994年9月~1999年9月   | 首尔大学         | 申昌彦 신창언               | 1994年9月~2000年9月         | 首尔大学                    | 韓大鉉 한대현                                                                | 1997年8月~2003年8月 | 首尔大学         | 李在華 이재화                                                                                     | 1993年12月~1999年12月 | 首尔大学              | 高重錫 고중석                                                | 1994年9月~2000年9月 | 高丽大学         |
|      | 金大中                | 金容俊2 김용준                  | 1994年9月~2000年9月     | 首尔大学                | 李永模 이영모                                                                 | 1997年1月~2001年3月   | 釜山大学              | 鄭京植 정경식                   | 1994年9月~2000年9月     | 高丽大学                | 金汶熙 김문희                   | 1994年9月~2000年9月   | 首尔大学   | 新政治國民會議                                                       | 新政治國民會議        | 新政治國民會議   | 申昌彦 신창언               | 1994年9月~2000年9月         | 首尔大学                    | 韓大鉉 한대현                                                                | 1997年8月~2003年8月 | 首尔大学         | 李在華 이재화                                                                                     | 1993年12月~1999年12月 | 首尔大学              | 高重錫 고중석                                                | 1994年9月~2000年9月 | 高丽大学         |
|      | 金大中                | 金容俊2 김용준                  | 1994年9月~2000年9月     | 首尔大学                | 李永模 이영모                                                                 | 1997年1月~2001年3月   | 釜山大学              | 鄭京植 정경식                   | 1994年9月~2000年9月     | 高丽大学                | 金汶熙 김문희                   | 1994年9月~2000年9月   | 首尔大学   | 河炅喆 하경철                                                        | 1999年9月~2004年1月   | 首尔大学         | 申昌彦 신창언               | 1994年9月~2000年9月         | 首尔大学                    | 韓大鉉 한대현                                                                | 1997年8月~2003年8月 | 首尔大学         | 李在華 이재화                                                                                     | 1993年12月~1999年12月 | 首尔大学              | 高重錫 고중석                                                | 1994年9月~2000年9月 | 高丽大学         |
|      | 金大中                | 金容俊2 김용준                  | 1994年9月~2000年9月     | 首尔大学                | 李永模 이영모                                                                 | 1997年1月~2001年3月   | 釜山大学              | 鄭京植 정경식                   | 1994年9月~2000年9月     | 高丽大学                | 金汶熙 김문희                   | 1994年9月~2000年9月   | 首尔大学   | 河炅喆 하경철                                                        | 1999年9月~2004年1月   | 首尔大学         | 申昌彦 신창언               | 1994年9月~2000年9月         | 首尔大学                    | 韓大鉉 한대현                                                                | 1997年8月~2003年8月 | 首尔大学         | 李在華 이재화                                                                                     | 1993年12月~1999年12月 | 首尔大学              | 高重錫 고중석                                                | 1994年9月~2000年9月 | 高丽大学         |
|      | 金大中                | 金容俊2 김용준                  | 1994年9月~2000年9月     | 首尔大学                | 李永模 이영모                                                                 | 1997年1月~2001年3月   | 釜山大学              | 鄭京植 정경식                   | 1994年9月~2000年9月     | 高丽大学                | 金汶熙 김문희                   | 1994年9月~2000年9月   | 首尔大学   | 河炅喆 하경철                                                        | 1999年9月~2004年1月   | 首尔大学         | 申昌彦 신창언               | 1994年9月~2000年9月         | 首尔大学                    | 韓大鉉 한대현                                                                | 1997年8月~2003年8月 | 首尔大学         | 崔鍾泳（金大中）                                                                                  |                       |                       | 高重錫 고중석                                                | 1994年9月~2000年9月 | 高丽大学         |
|      | 金大中                | 金容俊2 김용준                  | 1994年9月~2000年9月     | 首尔大学                | 李永模 이영모                                                                 | 1997年1月~2001年3月   | 釜山大学              | 鄭京植 정경식                   | 1994年9月~2000年9月     | 高丽大学                | 金汶熙 김문희                   | 1994年9月~2000年9月   | 首尔大学   | 河炅喆 하경철                                                        | 1999年9月~2004年1月   | 首尔大学         | 申昌彦 신창언               | 1994年9月~2000年9月         | 首尔大学                    | 韓大鉉 한대현                                                                | 1997年8月~2003年8月 | 首尔大学         | 金榮一 김영일 盧武鉉：                                                                            | 1999年12月~2005年3月  | 首尔大学              | 高重錫 고중석                                                | 1994年9月~2000年9月 | 高丽大学         |
|      | 金大中                | 金容俊2 김용준                  | 1994年9月~2000年9月     | 首尔大学                | 李永模 이영모                                                                 | 1997年1月~2001年3月   | 釜山大学              | 鄭京植 정경식                   | 1994年9月~2000年9月     | 高丽大学                | 金汶熙 김문희                   | 1994年9月~2000年9月   | 首尔大学   | 河炅喆 하경철                                                        | 1999年9月~2004年1月   | 首尔大学         | 申昌彦 신창언               | 1994年9月~2000年9月         | 首尔大学                    | 韓大鉉 한대현                                                                | 1997年8月~2003年8月 | 首尔大学         | 金榮一 김영일 盧武鉉：                                                                            | 1999年12月~2005年3月  | 首尔大学              | 高重錫 고중석                                                | 1994年9月~2000年9月 | 高丽大学         |
|      | 金大中                | 金大中（ 新千年民主党）         | 金大中（ 新千年民主党） | 金大中（ 新千年民主党） | 李永模 이영모                                                                 | 1997年1月~2001年3月   | 釜山大学              | 金大中（ 新千年民主党）         | 金大中（ 新千年民主党） | 金大中（ 新千年民主党） | 大國家黨                        | 大國家黨              | 大國家黨   | 河炅喆 하경철                                                        | 1999年9月~2004年1月   | 首尔大学         | 新千年民主党、 大國家黨共推 | 新千年民主党、 大國家黨共推 | 新千年民主党、 大國家黨共推 | 韓大鉉 한대현                                                                | 1997年8月~2003年8月 | 首尔大学         | 金榮一 김영일 盧武鉉：                                                                            | 1999年12月~2005年3月  | 首尔大学              | 崔鍾泳（金大中）                                             | 崔鍾泳（金大中）    | 崔鍾泳（金大中） |
|      | 金大中                | 尹永哲3 윤영철 盧武鉉：         | 2000年9月~2006年9月     | 首尔大学                | 李永模 이영모                                                                 | 1997年1月~2001年3月   | 釜山大学              | 宋寅準 송인준 盧武鉉：          | 2000年9月~2006年9月     | 首尔大学                | 權誠 권성 盧武鉉：              | 2000年9月~2006年8月   | 首尔大学   | 河炅喆 하경철                                                        | 1999年9月~2004年1月   | 首尔大学         | 金曉鍾 김효종 盧武鉉：      | 2000年9月~2006年9月         | 首尔大学                    | 韓大鉉 한대현                                                                | 1997年8月~2003年8月 | 首尔大学         | 金榮一 김영일 盧武鉉：                                                                            | 1999年12月~2005年3月  | 首尔大学              | 金京一 김경일 盧武鉉：                                       | 2000年9月~2006年9月 | 首尔大学         |
|      | 金大中                | 尹永哲3 윤영철 盧武鉉：         | 2000年9月~2006年9月     | 首尔大学                | 李永模 이영모                                                                 | 1997年1月~2001年3月   | 釜山大学              | 宋寅準 송인준 盧武鉉：          | 2000年9月~2006年9月     | 首尔大学                | 權誠 권성 盧武鉉：              | 2000年9月~2006年8月   | 首尔大学   | 河炅喆 하경철                                                        | 1999年9月~2004年1月   | 首尔大学         | 金曉鍾 김효종 盧武鉉：      | 2000年9月~2006年9月         | 首尔大学                    | 韓大鉉 한대현                                                                | 1997年8月~2003年8月 | 首尔大学         | 金榮一 김영일 盧武鉉：                                                                            | 1999年12月~2005年3月  | 首尔大学              | 金京一 김경일 盧武鉉：                                       | 2000年9月~2006年9月 | 首尔大学         |
|      | 金大中                | 尹永哲3 윤영철 盧武鉉：         | 2000年9月~2006年9月     | 首尔大学                | 金大中（ 新千年民主党）                                                       |                       |                       | 宋寅準 송인준 盧武鉉：          | 2000年9月~2006年9月     | 首尔大学                | 權誠 권성 盧武鉉：              | 2000年9月~2006年8月   | 首尔大学   | 河炅喆 하경철                                                        | 1999年9月~2004年1月   | 首尔大学         | 金曉鍾 김효종 盧武鉉：      | 2000年9月~2006年9月         | 首尔大学                    | 韓大鉉 한대현                                                                | 1997年8月~2003年8月 | 首尔大学         | 金榮一 김영일 盧武鉉：                                                                            | 1999年12月~2005年3月  | 首尔大学              | 金京一 김경일 盧武鉉：                                       | 2000年9月~2006年9月 | 首尔大学         |
|      | 金大中                | 尹永哲3 윤영철 盧武鉉：         | 2000年9月~2006年9月     | 首尔大学                | 周善會 주선회 （2006年9月15日－2007年1月21日 任代理院长） 盧武鉉：            | 2001年3月~2007年3月   | 高丽大学              | 宋寅準 송인준 盧武鉉：          | 2000年9月~2006年9月     | 首尔大学                | 權誠 권성 盧武鉉：              | 2000年9月~2006年8月   | 首尔大学   | 河炅喆 하경철                                                        | 1999年9月~2004年1月   | 首尔大学         | 金曉鍾 김효종 盧武鉉：      | 2000年9月~2006年9月         | 首尔大学                    | 韓大鉉 한대현                                                                | 1997年8月~2003年8月 | 首尔大学         | 金榮一 김영일 盧武鉉：                                                                            | 1999年12月~2005年3月  | 首尔大学              | 金京一 김경일 盧武鉉：                                       | 2000年9月~2006年9月 | 首尔大学         |
|      | 金大中                | 尹永哲3 윤영철 盧武鉉：         | 2000年9月~2006年9月     | 首尔大学                | 周善會 주선회 （2006年9月15日－2007年1月21日 任代理院长） 盧武鉉：            | 2001年3月~2007年3月   | 高丽大学              | 宋寅準 송인준 盧武鉉：          | 2000年9月~2006年9月     | 首尔大学                | 權誠 권성 盧武鉉：              | 2000年9月~2006年8月   | 首尔大学   | 河炅喆 하경철                                                        | 1999年9月~2004年1月   | 首尔大学         | 金曉鍾 김효종 盧武鉉：      | 2000年9月~2006年9月         | 首尔大学                    | 韓大鉉 한대현                                                                | 1997年8月~2003年8月 | 首尔大学         | 金榮一 김영일 盧武鉉：                                                                            | 1999年12月~2005年3月  | 首尔大学              | 金京一 김경일 盧武鉉：                                       | 2000年9月~2006年9月 | 首尔大学         |
|      | 金大中                | 尹永哲3 윤영철 盧武鉉：         | 2000年9月~2006年9月     | 首尔大学                | 周善會 주선회 （2006年9月15日－2007年1月21日 任代理院长） 盧武鉉：            | 2001年3月~2007年3月   | 高丽大学              | 宋寅準 송인준 盧武鉉：          | 2000年9月~2006年9月     | 首尔大学                | 權誠 권성 盧武鉉：              | 2000年9月~2006年8月   | 首尔大学   | 河炅喆 하경철                                                        | 1999年9月~2004年1月   | 首尔大学         | 金曉鍾 김효종 盧武鉉：      | 2000年9月~2006年9月         | 首尔大学                    | 韓大鉉 한대현                                                                | 1997年8月~2003年8月 | 首尔大学         | 金榮一 김영일 盧武鉉：                                                                            | 1999年12月~2005年3月  | 首尔大学              | 金京一 김경일 盧武鉉：                                       | 2000年9月~2006年9月 | 首尔大学         |
|      | 盧武鉉                | 尹永哲3 윤영철 盧武鉉：         | 2000年9月~2006年9月     | 首尔大学                | 周善會 주선회 （2006年9月15日－2007年1月21日 任代理院长） 盧武鉉：            | 2001年3月~2007年3月   | 高丽大学              | 宋寅準 송인준 盧武鉉：          | 2000年9月~2006年9月     | 首尔大学                | 權誠 권성 盧武鉉：              | 2000年9月~2006年8月   | 首尔大学   | 河炅喆 하경철                                                        | 1999年9月~2004年1月   | 首尔大学         | 金曉鍾 김효종 盧武鉉：      | 2000年9月~2006年9月         | 首尔大学                    | 崔鍾泳（金大中）                                                             | 崔鍾泳（金大中）    | 崔鍾泳（金大中） | 金榮一 김영일 盧武鉉：                                                                            | 1999年12月~2005年3月  | 首尔大学              | 金京一 김경일 盧武鉉：                                       | 2000年9月~2006年9月 | 首尔大学         |
|      | 盧武鉉                | 尹永哲3 윤영철 盧武鉉：         | 2000年9月~2006年9月     | 首尔大学                | 周善會 주선회 （2006年9月15日－2007年1月21日 任代理院长） 盧武鉉：            | 2001年3月~2007年3月   | 高丽大学              | 宋寅準 송인준 盧武鉉：          | 2000年9月~2006年9月     | 首尔大学                | 權誠 권성 盧武鉉：              | 2000年9月~2006年8月   | 首尔大学   | 河炅喆 하경철                                                        | 1999年9月~2004年1月   | 首尔大学         | 金曉鍾 김효종 盧武鉉：      | 2000年9月~2006年9月         | 首尔大学                    | 全孝淑 전효숙 盧武鉉：                                                       | 2003年8月~2006年8月 | 梨花女子大学     | 金榮一 김영일 盧武鉉：                                                                            | 1999年12月~2005年3月  | 首尔大学              | 金京一 김경일 盧武鉉：                                       | 2000年9月~2006年9月 | 首尔大学         |
|      | 盧武鉉                | 尹永哲3 윤영철 盧武鉉：         | 2000年9月~2006年9月     | 首尔大学                | 周善會 주선회 （2006年9月15日－2007年1月21日 任代理院长） 盧武鉉：            | 2001年3月~2007年3月   | 高丽大学              | 宋寅準 송인준 盧武鉉：          | 2000年9月~2006年9月     | 首尔大学                | 權誠 권성 盧武鉉：              | 2000年9月~2006年8月   | 首尔大学   | 新千年民主党                                                         |                       |                  | 金曉鍾 김효종 盧武鉉：      | 2000年9月~2006年9月         | 首尔大学                    | 全孝淑 전효숙 盧武鉉：                                                       | 2003年8月~2006年8月 | 梨花女子大学     | 金榮一 김영일 盧武鉉：                                                                            | 1999年12月~2005年3月  | 首尔大学              | 金京一 김경일 盧武鉉：                                       | 2000年9月~2006年9月 | 首尔大学         |
|      | 盧武鉉                | 尹永哲3 윤영철 盧武鉉：         | 2000年9月~2006年9月     | 首尔大学                | 周善會 주선회 （2006年9月15日－2007年1月21日 任代理院长） 盧武鉉：            | 2001年3月~2007年3月   | 高丽大学              | 宋寅準 송인준 盧武鉉：          | 2000年9月~2006年9月     | 首尔大学                | 權誠 권성 盧武鉉：              | 2000年9月~2006年8月   | 首尔大学   | 李相京 이상경 盧武鉉：                                               | 2004年2月~2005年6月   | 中央大學         | 金曉鍾 김효종 盧武鉉：      | 2000年9月~2006年9月         | 首尔大学                    | 全孝淑 전효숙 盧武鉉：                                                       | 2003年8月~2006年8月 | 梨花女子大学     | 金榮一 김영일 盧武鉉：                                                                            | 1999年12月~2005年3月  | 首尔大学              | 金京一 김경일 盧武鉉：                                       | 2000年9月~2006年9月 | 首尔大学         |
|      | 盧武鉉                | 尹永哲3 윤영철 盧武鉉：         | 2000年9月~2006年9月     | 首尔大学                | 周善會 주선회 （2006年9月15日－2007年1月21日 任代理院长） 盧武鉉：            | 2001年3月~2007年3月   | 高丽大学              | 宋寅準 송인준 盧武鉉：          | 2000年9月~2006年9月     | 首尔大学                | 權誠 권성 盧武鉉：              | 2000年9月~2006年8月   | 首尔大学   | 李相京 이상경 盧武鉉：                                               | 2004年2月~2005年6月   | 中央大學         | 金曉鍾 김효종 盧武鉉：      | 2000年9月~2006年9月         | 首尔大学                    | 全孝淑 전효숙 盧武鉉：                                                       | 2003年8月~2006年8月 | 梨花女子大学     | 李恭炫 이공현                                                                                     | 2005年3月~2011年3月   | 首尔大学              | 金京一 김경일 盧武鉉：                                       | 2000年9月~2006年9月 | 首尔大学         |
|      | 盧武鉉                | 尹永哲3 윤영철 盧武鉉：         | 2000年9月~2006年9月     | 首尔大学                | 周善會 주선회 （2006年9月15日－2007年1月21日 任代理院长） 盧武鉉：            | 2001年3月~2007年3月   | 高丽大学              | 宋寅準 송인준 盧武鉉：          | 2000年9月~2006年9月     | 首尔大学                | 權誠 권성 盧武鉉：              | 2000年9月~2006年8月   | 首尔大学   | 开放国民党                                                           |                       |                  | 金曉鍾 김효종 盧武鉉：      | 2000年9月~2006年9月         | 首尔大学                    | 全孝淑 전효숙 盧武鉉：                                                       | 2003年8月~2006年8月 | 梨花女子大学     | 李恭炫 이공현                                                                                     | 2005年3月~2011年3月   | 首尔大学              | 金京一 김경일 盧武鉉：                                       | 2000年9月~2006年9月 | 首尔大学         |
|      | 盧武鉉                | 尹永哲3 윤영철 盧武鉉：         | 2000年9月~2006年9月     | 首尔大学                | 周善會 주선회 （2006年9月15日－2007年1月21日 任代理院长） 盧武鉉：            | 2001年3月~2007年3月   | 高丽大学              | 宋寅準 송인준 盧武鉉：          | 2000年9月~2006年9月     | 首尔大学                | 權誠 권성 盧武鉉：              | 2000年9月~2006年8月   | 首尔大学   | 曺大鉉 조대현                                                        | 2005年7月~2011年7月   | 首尔大学         | 金曉鍾 김효종 盧武鉉：      | 2000年9月~2006年9月         | 首尔大学                    | 全孝淑 전효숙 盧武鉉：                                                       | 2003年8月~2006年8月 | 梨花女子大学     | 李恭炫 이공현                                                                                     | 2005年3月~2011年3月   | 首尔大学              | 金京一 김경일 盧武鉉：                                       | 2000年9月~2006年9月 | 首尔大学         |
|      | 盧武鉉                | 尹永哲3 윤영철 盧武鉉：         | 2000年9月~2006年9月     | 首尔大学                | 周善會 주선회 （2006年9月15日－2007年1月21日 任代理院长） 盧武鉉：            | 2001年3月~2007年3月   | 高丽大学              | 宋寅準 송인준 盧武鉉：          | 2000年9月~2006年9月     | 首尔大学                | —                               | —                     | —          | 曺大鉉 조대현                                                        | 2005年7月~2011年7月   | 首尔大学         | 金曉鍾 김효종 盧武鉉：      | 2000年9月~2006年9月         | 首尔大学                    | ——                                                                           | ——                  | ——               | 李恭炫 이공현                                                                                     | 2005年3月~2011年3月   | 首尔大学              | 金京一 김경일 盧武鉉：                                       | 2000年9月~2006年9月 | 首尔大学         |
|      | 盧武鉉                | 尹永哲3 윤영철 盧武鉉：         | 2000年9月~2006年9月     | 首尔大学                | 周善會 주선회 （2006年9月15日－2007年1月21日 任代理院长） 盧武鉉：            | 2001年3月~2007年3月   | 高丽大学              | 宋寅準 송인준 盧武鉉：          | 2000年9月~2006年9月     | 首尔大学                | —                               | —                     | —          | 曺大鉉 조대현                                                        | 2005年7月~2011年7月   | 首尔大学         | 金曉鍾 김효종 盧武鉉：      | 2000年9月~2006年9月         | 首尔大学                    | ——                                                                           | ——                  | ——               | 李恭炫 이공현                                                                                     | 2005年3月~2011年3月   | 首尔大学              | 金京一 김경일 盧武鉉：                                       | 2000年9月~2006年9月 | 首尔大学         |
|      | 盧武鉉                | 盧武鉉（ 开放国民党）           | 盧武鉉（ 开放国民党）   | 盧武鉉（ 开放国民党）   | 周善會 주선회 （2006年9月15日－2007年1月21日 任代理院长） 盧武鉉：            | 2001年3月~2007年3月   | 高丽大学              | —                               | —                       | —                       | 李東洽 이동흡                   | 2006年9月~2012年9月   | 首尔大学   | 曺大鉉 조대현                                                        | 2005年7月~2011年7月   | 首尔大学         | 开放国民党、 大國家黨共推   | 开放国民党、 大國家黨共推   | 开放国民党、 大國家黨共推   | 李容勳（卢武铉）                                                             | 李容勳（卢武铉）    | 李容勳（卢武铉） | 李恭炫 이공현                                                                                     | 2005年3月~2011年3月   | 首尔大学              | 李容勳（卢武铉）                                             | 李容勳（卢武铉）    | 李容勳（卢武铉） |
|      | 盧武鉉                | 金熙玉 김희옥                   | 2006年9月~2010年12月    | 东国大学                | 周善會 주선회 （2006年9月15日－2007年1月21日 任代理院长） 盧武鉉：            | 2001年3月~2007年3月   | 高丽大学              | 盧武鉉（ 开放国民党）           | 盧武鉉（ 开放国民党）   | 盧武鉉（ 开放国民党）   | 李東洽 이동흡                   | 2006年9月~2012年9月   | 首尔大学   | 曺大鉉 조대현                                                        | 2005年7月~2011年7月   | 首尔大学         | 睦榮埈 목영준               | 2006年9月~2012年9月         | 首尔大学                    | 金鍾大 김종대                                                                | 2006年9月~2012年9月 | 首尔大学         | 李恭炫 이공현                                                                                     | 2005年3月~2011年3月   | 首尔大学              | 閔亨基 민형기                                                | 2006年9月~2012年9月 | 首尔大学         |
|      | 盧武鉉                | 金熙玉 김희옥                   | 2006年9月~2010年12月    | 东国大学                | 周善會 주선회 （2006年9月15日－2007年1月21日 任代理院长） 盧武鉉：            | 2001年3月~2007年3月   | 高丽大学              | 李康國4 이강국                  | 2007年1月~2013年1月     | 首尔大学                | 李東洽 이동흡                   | 2006年9月~2012年9月   | 首尔大学   | 曺大鉉 조대현                                                        | 2005年7月~2011年7月   | 首尔大学         | 睦榮埈 목영준               | 2006年9月~2012年9月         | 首尔大学                    | 金鍾大 김종대                                                                | 2006年9月~2012年9月 | 首尔大学         | 李恭炫 이공현                                                                                     | 2005年3月~2011年3月   | 首尔大学              | 閔亨基 민형기                                                | 2006年9月~2012年9月 | 首尔大学         |
|      | 盧武鉉                | 金熙玉 김희옥                   | 2006年9月~2010年12月    | 东国大学                | 盧武鉉（無黨籍）                                                              |                       |                       | 李康國4 이강국                  | 2007年1月~2013年1月     | 首尔大学                | 李東洽 이동흡                   | 2006年9月~2012年9月   | 首尔大学   | 曺大鉉 조대현                                                        | 2005年7月~2011年7月   | 首尔大学         | 睦榮埈 목영준               | 2006年9月~2012年9月         | 首尔大学                    | 金鍾大 김종대                                                                | 2006年9月~2012年9月 | 首尔大学         | 李恭炫 이공현                                                                                     | 2005年3月~2011年3月   | 首尔大学              | 閔亨基 민형기                                                | 2006年9月~2012年9月 | 首尔大学         |
|      | 盧武鉉                | 金熙玉 김희옥                   | 2006年9月~2010年12月    | 东国大学                | 宋斗煥 송두환 （2013年1月22日 - 2013年3月22日 任代理院长）                    | 2007年3月~2013年3月   | 首尔大学              | 李康國4 이강국                  | 2007年1月~2013年1月     | 首尔大学                | 李東洽 이동흡                   | 2006年9月~2012年9月   | 首尔大学   | 曺大鉉 조대현                                                        | 2005年7月~2011年7月   | 首尔大学         | 睦榮埈 목영준               | 2006年9月~2012年9月         | 首尔大学                    | 金鍾大 김종대                                                                | 2006年9月~2012年9月 | 首尔大学         | 李恭炫 이공현                                                                                     | 2005年3月~2011年3月   | 首尔大学              | 閔亨基 민형기                                                | 2006年9月~2012年9月 | 首尔大学         |
|      | 李明博                | —                               | —                       | —                       | 宋斗煥 송두환 （2013年1月22日 - 2013年3月22日 任代理院长）                    | 2007年3月~2013年3月   | 首尔大学              | 李康國4 이강국                  | 2007年1月~2013年1月     | 首尔大学                | 李東洽 이동흡                   | 2006年9月~2012年9月   | 首尔大学   | 曺大鉉 조대현                                                        | 2005年7月~2011年7月   | 首尔大学         | 睦榮埈 목영준               | 2006年9月~2012年9月         | 首尔大学                    | 金鍾大 김종대                                                                | 2006年9月~2012年9月 | 首尔大学         | 李恭炫 이공현                                                                                     | 2005年3月~2011年3月   | 首尔大学              | 閔亨基 민형기                                                | 2006年9月~2012年9月 | 首尔大学         |
|      | 李明博                | 李明博（ 大國家黨）             |                         |                         | 宋斗煥 송두환 （2013年1月22日 - 2013年3月22日 任代理院长）                    | 2007年3月~2013年3月   | 首尔大学              | 李康國4 이강국                  | 2007年1月~2013年1月     | 首尔大学                | 李東洽 이동흡                   | 2006年9月~2012年9月   | 首尔大学   | 曺大鉉 조대현                                                        | 2005年7月~2011年7月   | 首尔大学         | 睦榮埈 목영준               | 2006年9月~2012年9月         | 首尔大学                    | 金鍾大 김종대                                                                | 2006年9月~2012年9月 | 首尔大学         | 李恭炫 이공현                                                                                     | 2005年3月~2011年3月   | 首尔大学              | 閔亨基 민형기                                                | 2006年9月~2012年9月 | 首尔大学         |
|      | 李明博                | 朴漢徹5 박한철                  | 2011年2月~2017年1月     | 首尔大学                | 宋斗煥 송두환 （2013年1月22日 - 2013年3月22日 任代理院长）                    | 2007年3月~2013年3月   | 首尔大学              | 李康國4 이강국                  | 2007年1月~2013年1月     | 首尔大学                | 李東洽 이동흡                   | 2006年9月~2012年9月   | 首尔大学   | 曺大鉉 조대현                                                        | 2005年7月~2011年7月   | 首尔大学         | 睦榮埈 목영준               | 2006年9月~2012年9月         | 首尔大学                    | 金鍾大 김종대                                                                | 2006年9月~2012年9月 | 首尔大学         | 李恭炫 이공현                                                                                     | 2005年3月~2011年3月   | 首尔大学              | 閔亨基 민형기                                                | 2006年9月~2012年9月 | 首尔大学         |
|      | 李明博                | 朴漢徹5 박한철                  | 2011年2月~2017年1月     | 首尔大学                | 宋斗煥 송두환 （2013年1月22日 - 2013年3月22日 任代理院长）                    | 2007年3月~2013年3月   | 首尔大学              | 李康國4 이강국                  | 2007年1月~2013年1月     | 首尔大学                | 李東洽 이동흡                   | 2006年9月~2012年9月   | 首尔大学   | 曺大鉉 조대현                                                        | 2005年7月~2011年7月   | 首尔大学         | 睦榮埈 목영준               | 2006年9月~2012年9月         | 首尔大学                    | 金鍾大 김종대                                                                | 2006年9月~2012年9月 | 首尔大学         | 李容勳（卢武铉）                                                                                  |                       |                       | 閔亨基 민형기                                                | 2006年9月~2012年9月 | 首尔大学         |
|      | 李明博                | 朴漢徹5 박한철                  | 2011年2月~2017年1月     | 首尔大学                | 宋斗煥 송두환 （2013年1月22日 - 2013年3月22日 任代理院长）                    | 2007年3月~2013年3月   | 首尔大学              | 李康國4 이강국                  | 2007年1月~2013年1月     | 首尔大学                | 李東洽 이동흡                   | 2006年9月~2012年9月   | 首尔大学   | —                                                                    | —                     | —                | 睦榮埈 목영준               | 2006年9月~2012年9月         | 首尔大学                    | 金鍾大 김종대                                                                | 2006年9月~2012年9月 | 首尔大学         | 李貞美 이정미 （2013年3月23日 - 2013年4月11日、2017年2月1日 - 2017年3月13日 任代理院长） 朴槿惠： | 2011年3月~2017年3月   | 高丽大学              | 閔亨基 민형기                                                | 2006年9月~2012年9月 | 首尔大学         |
|      | 李明博                | 朴漢徹5 박한철                  | 2011年2月~2017年1月     | 首尔大学                | 宋斗煥 송두환 （2013年1月22日 - 2013年3月22日 任代理院长）                    | 2007年3月~2013年3月   | 首尔大学              | 李康國4 이강국                  | 2007年1月~2013年1月     | 首尔大学                | 新世界黨                        | 新世界黨              | 新世界黨   | 民主統合黨                                                           | 民主統合黨            | 民主統合黨       | 新世界黨、 民主統合黨共推   | 新世界黨、 民主統合黨共推   | 新世界黨、 民主統合黨共推   | 梁承泰（李明博）                                                             | 梁承泰（李明博）    | 梁承泰（李明博） | 李貞美 이정미 （2013年3月23日 - 2013年4月11日、2017年2月1日 - 2017年3月13日 任代理院长） 朴槿惠： | 2011年3月~2017年3月   | 高丽大学              | 梁承泰（李明博）                                             | 梁承泰（李明博）    | 梁承泰（李明博） |
|      | 李明博                | 朴漢徹5 박한철                  | 2011年2月~2017年1月     | 首尔大学                | 宋斗煥 송두환 （2013年1月22日 - 2013年3月22日 任代理院长）                    | 2007年3月~2013年3月   | 首尔大学              | 李康國4 이강국                  | 2007年1月~2013年1月     | 首尔大学                | 安昌浩 안창호 朴槿惠：          | 2012年9月~2018年9月   | 首尔大学   | 金二洙 김이수 （2017年3月14日 - 2017年11月23日 任代理院长） 朴槿惠： | 2012年9月~2018年9月   | 首尔大学         | 姜日源 강일원 朴槿惠：      | 2012年9月~2018年9月         | 首尔大学                    | 李鎭盛6 이진성 朴槿惠：                                                      | 2012年9月~2018年9月 | 首尔大学         | 李貞美 이정미 （2013年3月23日 - 2013年4月11日、2017年2月1日 - 2017年3月13日 任代理院长） 朴槿惠： | 2011年3月~2017年3月   | 高丽大学              | 金昌鍾 김창종 朴槿惠：                                       | 2012年9月~2018年9月 | 慶北大學         |
|      | 李明博                | 朴漢徹5 박한철                  | 2011年2月~2017年1月     | 首尔大学                | 宋斗煥 송두환 （2013年1月22日 - 2013年3月22日 任代理院长）                    | 2007年3月~2013年3月   | 首尔大学              | —                               |                         |                         | 安昌浩 안창호 朴槿惠：          | 2012年9月~2018年9月   | 首尔大学   | 金二洙 김이수 （2017年3月14日 - 2017年11月23日 任代理院长） 朴槿惠： | 2012年9月~2018年9月   | 首尔大学         | 姜日源 강일원 朴槿惠：      | 2012年9月~2018年9月         | 首尔大学                    | 李鎭盛6 이진성 朴槿惠：                                                      | 2012年9月~2018年9月 | 首尔大学         | 李貞美 이정미 （2013年3月23日 - 2013年4月11日、2017年2月1日 - 2017年3月13日 任代理院长） 朴槿惠： | 2011年3月~2017年3月   | 高丽大学              | 金昌鍾 김창종 朴槿惠：                                       | 2012年9月~2018年9月 | 慶北大學         |
|      | 朴槿惠                | 朴漢徹5 박한철                  | 2011年2月~2017年1月     | 首尔大学                | 朴槿惠（ 新世界黨）                                                           | 朴槿惠（ 新世界黨）   | 朴槿惠（ 新世界黨）   | 朴槿惠（ 新世界黨）             | 朴槿惠（ 新世界黨）     | 朴槿惠（ 新世界黨）     | 安昌浩 안창호 朴槿惠：          | 2012年9月~2018年9月   | 首尔大学   | 金二洙 김이수 （2017年3月14日 - 2017年11月23日 任代理院长） 朴槿惠： | 2012年9月~2018年9月   | 首尔大学         | 姜日源 강일원 朴槿惠：      | 2012年9月~2018年9月         | 首尔大学                    | 李鎭盛6 이진성 朴槿惠：                                                      | 2012年9月~2018年9月 | 首尔大学         | 李貞美 이정미 （2013年3月23日 - 2013年4月11日、2017年2月1日 - 2017年3月13日 任代理院长） 朴槿惠： | 2011年3月~2017年3月   | 高丽大学              | 金昌鍾 김창종 朴槿惠：                                       | 2012年9月~2018年9月 | 慶北大學         |
|      | 朴槿惠                | 朴漢徹5 박한철                  | 2011年2月~2017年1月     | 首尔大学                | 趙龍鎬 조용호 朴槿惠：                                                        | 2013年4月~2019年4月   | 建國大學              | 徐基錫 서기석 朴槿惠：          | 2013年4月~2019年4月     | 首尔大学                | 安昌浩 안창호 朴槿惠：          | 2012年9月~2018年9月   | 首尔大学   | 金二洙 김이수 （2017年3月14日 - 2017年11月23日 任代理院长） 朴槿惠： | 2012年9月~2018年9月   | 首尔大学         | 姜日源 강일원 朴槿惠：      | 2012年9月~2018年9月         | 首尔大学                    | 李鎭盛6 이진성 朴槿惠：                                                      | 2012年9月~2018年9月 | 首尔大学         | 李貞美 이정미 （2013年3月23日 - 2013年4月11日、2017年2月1日 - 2017年3月13日 任代理院长） 朴槿惠： | 2011年3月~2017年3月   | 高丽大学              | 金昌鍾 김창종 朴槿惠：                                       | 2012年9月~2018年9月 | 慶北大學         |
|      | 黄教安 （代总统）     | 朴漢徹5 박한철                  | 2011年2月~2017年1月     | 首尔大学                | 趙龍鎬 조용호 朴槿惠：                                                        | 2013年4月~2019年4月   | 建國大學              | 徐基錫 서기석 朴槿惠：          | 2013年4月~2019年4月     | 首尔大学                | 安昌浩 안창호 朴槿惠：          | 2012年9月~2018年9月   | 首尔大学   | 金二洙 김이수 （2017年3月14日 - 2017年11月23日 任代理院长） 朴槿惠： | 2012年9月~2018年9月   | 首尔大学         | 姜日源 강일원 朴槿惠：      | 2012年9月~2018年9月         | 首尔大学                    | 李鎭盛6 이진성 朴槿惠：                                                      | 2012年9月~2018年9月 | 首尔大学         | 李貞美 이정미 （2013年3月23日 - 2013年4月11日、2017年2月1日 - 2017年3月13日 任代理院长） 朴槿惠： | 2011年3月~2017年3月   | 高丽大学              | 金昌鍾 김창종 朴槿惠：                                       | 2012年9月~2018年9月 | 慶北大學         |
|      | —                     |                                 |                         |                         | 趙龍鎬 조용호 朴槿惠：                                                        | 2013年4月~2019年4月   | 建國大學              | 徐基錫 서기석 朴槿惠：          | 2013年4月~2019年4月     | 首尔大学                | 安昌浩 안창호 朴槿惠：          | 2012年9月~2018年9月   | 首尔大学   | 金二洙 김이수 （2017年3月14日 - 2017年11月23日 任代理院长） 朴槿惠： | 2012年9月~2018年9月   | 首尔大学         | 姜日源 강일원 朴槿惠：      | 2012年9月~2018年9月         | 首尔大学                    | 李鎭盛6 이진성 朴槿惠：                                                      | 2012年9月~2018年9月 | 首尔大学         | 李貞美 이정미 （2013年3月23日 - 2013年4月11日、2017年2月1日 - 2017年3月13日 任代理院长） 朴槿惠： | 2011年3月~2017年3月   | 高丽大学              | 金昌鍾 김창종 朴槿惠：                                       | 2012年9月~2018年9月 | 慶北大學         |
|      | 梁承泰（李明博）      |                                 |                         |                         | 趙龍鎬 조용호 朴槿惠：                                                        | 2013年4月~2019年4月   | 建國大學              | 徐基錫 서기석 朴槿惠：          | 2013年4月~2019年4月     | 首尔大学                | 安昌浩 안창호 朴槿惠：          | 2012年9月~2018年9月   | 首尔大学   | 金二洙 김이수 （2017年3月14日 - 2017年11月23日 任代理院长） 朴槿惠： | 2012年9月~2018年9月   | 首尔大学         | 姜日源 강일원 朴槿惠：      | 2012年9月~2018年9月         | 首尔大学                    | 李鎭盛6 이진성 朴槿惠：                                                      | 2012年9月~2018年9月 | 首尔大学         |                                                                                                   |                       |                       | 金昌鍾 김창종 朴槿惠：                                       | 2012年9月~2018年9月 | 慶北大學         |
|      | 李宣厓 이선애         | 2017年3月~2023年3月             | 首尔大学                |                         | 趙龍鎬 조용호 朴槿惠：                                                        | 2013年4月~2019年4月   | 建國大學              | 徐基錫 서기석 朴槿惠：          | 2013年4月~2019年4月     | 首尔大学                | 安昌浩 안창호 朴槿惠：          | 2012年9月~2018年9月   | 首尔大学   | 金二洙 김이수 （2017年3月14日 - 2017年11月23日 任代理院长） 朴槿惠： | 2012年9月~2018年9月   | 首尔大学         | 姜日源 강일원 朴槿惠：      | 2012年9月~2018年9月         | 首尔大学                    | 李鎭盛6 이진성 朴槿惠：                                                      | 2012年9月~2018年9月 | 首尔大学         |                                                                                                   |                       |                       | 金昌鍾 김창종 朴槿惠：                                       | 2012年9月~2018年9月 | 慶北大學         |
|      | 李宣厓 이선애         | 2017年3月~2023年3月             | 首尔大学                | 文在寅                  | 趙龍鎬 조용호 朴槿惠：                                                        | 2013年4月~2019年4月   | 建國大學              | 徐基錫 서기석 朴槿惠：          | 2013年4月~2019年4月     | 首尔大学                | 安昌浩 안창호 朴槿惠：          | 2012年9月~2018年9月   | 首尔大学   | 金二洙 김이수 （2017年3月14日 - 2017年11月23日 任代理院长） 朴槿惠： | 2012年9月~2018年9月   | 首尔大学         | 姜日源 강일원 朴槿惠：      | 2012年9月~2018年9月         | 首尔大学                    | 李鎭盛6 이진성 朴槿惠：                                                      | 2012年9月~2018年9月 | 首尔大学         | 文在寅（ 共同民主党）                                                                             | 文在寅（ 共同民主党） | 文在寅（ 共同民主党） | 金昌鍾 김창종 朴槿惠：                                       | 2012年9月~2018年9月 | 慶北大學         |
|      | 李宣厓 이선애         | 2017年3月~2023年3月             | 首尔大学                | 文在寅                  | 趙龍鎬 조용호 朴槿惠：                                                        | 2013年4月~2019年4月   | 建國大學              | 徐基錫 서기석 朴槿惠：          | 2013年4月~2019年4月     | 首尔大学                | 安昌浩 안창호 朴槿惠：          | 2012年9月~2018年9月   | 首尔大学   | 金二洙 김이수 （2017年3月14日 - 2017年11月23日 任代理院长） 朴槿惠： | 2012年9月~2018年9月   | 首尔大学         | 姜日源 강일원 朴槿惠：      | 2012年9月~2018年9月         | 首尔大学                    | 李鎭盛6 이진성 朴槿惠：                                                      | 2012年9月~2018年9月 | 首尔大学         | 劉南碩7 유남석                                                                                    | 2017年11月~2023年11月 | 首尔大学              | 金昌鍾 김창종 朴槿惠：                                       | 2012年9月~2018年9月 | 慶北大學         |
|      | 李宣厓 이선애         | 2017年3月~2023年3月             | 首尔大学                | 文在寅                  | 趙龍鎬 조용호 朴槿惠：                                                        | 2013年4月~2019年4月   | 建國大學              | 徐基錫 서기석 朴槿惠：          | 2013年4月~2019年4月     | 首尔大学                | —                               | —                     | —          | —                                                                    | —                     | —                | —                           | —                           | —                           | 金命洙（文在寅）                                                             | 金命洙（文在寅）    | 金命洙（文在寅） | 劉南碩7 유남석                                                                                    | 2017年11月~2023年11月 | 首尔大学              | 金命洙（文在寅）                                             | 金命洙（文在寅）    | 金命洙（文在寅） |
|      | 李宣厓 이선애         | 2017年3月~2023年3月             | 首尔大学                | 文在寅                  | 趙龍鎬 조용호 朴槿惠：                                                        | 2013年4月~2019年4月   | 建國大學              | 徐基錫 서기석 朴槿惠：          | 2013年4月~2019年4月     | 首尔大学                | 自由韩国党                      | 自由韩国党            | 自由韩国党 | 共同民主党                                                           | 共同民主党            | 共同民主党       | 正未來黨                    | 正未來黨                    | 正未來黨                    | 李錫兌 이석태                                                                | 2018年9月~2023年4月 | 首尔大学         | 劉南碩7 유남석                                                                                    | 2017年11月~2023年11月 | 首尔大学              | 李垠厓 이은애 （2023年11月11日 - 2023年11月29日 任代理院长） | 2018年9月~2024年9月 | 首尔大学         |
|      | 李宣厓 이선애         | 2017年3月~2023年3月             | 首尔大学                | 文在寅                  | 趙龍鎬 조용호 朴槿惠：                                                        | 2013年4月~2019年4月   | 建國大學              | 徐基錫 서기석 朴槿惠：          | 2013年4月~2019年4月     | 首尔大学                | 李悰錫8 이종석                  | 2018年10月~2024年10月 | 首尔大学   | 金基潁 김기영                                                        | 2018年10月~2024年10月 | 首尔大学         | 李榮眞 이영진               | 2018年10月~2024年10月       | 成均館大學                  | 李錫兌 이석태                                                                | 2018年9月~2023年4月 | 首尔大学         | 劉南碩7 유남석                                                                                    | 2017年11月~2023年11月 | 首尔大学              | 李垠厓 이은애 （2023年11月11日 - 2023年11月29日 任代理院长） | 2018年9月~2024年9月 | 首尔大学         |
|      | 李宣厓 이선애         | 2017年3月~2023年3月             | 首尔大学                | 文在寅                  | 文在寅（ 共同民主党）                                                         |                       |                       |                                 |                         |                         | 李悰錫8 이종석                  | 2018年10月~2024年10月 | 首尔大学   | 金基潁 김기영                                                        | 2018年10月~2024年10月 | 首尔大学         | 李榮眞 이영진               | 2018年10月~2024年10月       | 成均館大學                  | 李錫兌 이석태                                                                | 2018年9月~2023年4月 | 首尔大学         | 劉南碩7 유남석                                                                                    | 2017年11月~2023年11月 | 首尔大学              | 李垠厓 이은애 （2023年11月11日 - 2023年11月29日 任代理院长） | 2018年9月~2024年9月 | 首尔大学         |
|      | 李宣厓 이선애         | 2017年3月~2023年3月             | 首尔大学                | 文在寅                  | 文炯培 문형배 （2024年10月18日 - 2025年4月17日 任代理院长） 尹锡悦： 韩悳洙： | 2019年4月~ 2025年4月  | 首尔大学              | 李美善 이미선 尹锡悦： 韩悳洙： | 2019年4月~2025年4月     | 釜山大学                | 李悰錫8 이종석                  | 2018年10月~2024年10月 | 首尔大学   | 金基潁 김기영                                                        | 2018年10月~2024年10月 | 首尔大学         | 李榮眞 이영진               | 2018年10月~2024年10月       | 成均館大學                  | 李錫兌 이석태                                                                | 2018年9月~2023年4月 | 首尔大学         | 劉南碩7 유남석                                                                                    | 2017年11月~2023年11月 | 首尔大学              | 李垠厓 이은애 （2023年11月11日 - 2023年11月29日 任代理院长） | 2018年9月~2024年9月 | 首尔大学         |
|      | 尹锡悦                | 金命洙（文在寅）                | 金命洙（文在寅）        | 金命洙（文在寅）        | 文炯培 문형배 （2024年10月18日 - 2025年4月17日 任代理院长） 尹锡悦： 韩悳洙： | 2019年4月~ 2025年4月  | 首尔大学              | 李美善 이미선 尹锡悦： 韩悳洙： | 2019年4月~2025年4月     | 釜山大学                | 李悰錫8 이종석                  | 2018年10月~2024年10月 | 首尔大学   | 金基潁 김기영                                                        | 2018年10月~2024年10月 | 首尔大学         | 李榮眞 이영진               | 2018年10月~2024年10月       | 成均館大學                  | 李錫兌 이석태                                                                | 2018年9月~2023年4月 | 首尔大学         | 劉南碩7 유남석                                                                                    | 2017年11月~2023年11月 | 首尔大学              | 李垠厓 이은애 （2023年11月11日 - 2023年11月29日 任代理院长） | 2018年9月~2024年9月 | 首尔大学         |
|      | 尹锡悦                | 金命洙（文在寅）                | 金命洙（文在寅）        | 金命洙（文在寅）        | 文炯培 문형배 （2024年10月18日 - 2025年4月17日 任代理院长） 尹锡悦： 韩悳洙： | 2019年4月~ 2025年4月  | 首尔大学              | 李美善 이미선 尹锡悦： 韩悳洙： | 2019年4月~2025年4月     | 釜山大学                | 李悰錫8 이종석                  | 2018年10月~2024年10月 | 首尔大学   | 金基潁 김기영                                                        | 2018年10月~2024年10月 | 首尔大学         | 李榮眞 이영진               | 2018年10月~2024年10月       | 成均館大學                  | 金炯枓 김형두 （2025年4月18日 - 2025年7月23日 任代理院长） 尹锡悦： 韩悳洙： | 2023年3月~          | 首尔大学         | 劉南碩7 유남석                                                                                    | 2017年11月~2023年11月 | 首尔大学              | 李垠厓 이은애 （2023年11月11日 - 2023年11月29日 任代理院长） | 2018年9月~2024年9月 | 首尔大学         |
|      | 尹锡悦                | 郑贞美 정정미 尹锡悦： 韩悳洙： | 2023年4月~              | 首尔大学                | 文炯培 문형배 （2024年10月18日 - 2025年4月17日 任代理院长） 尹锡悦： 韩悳洙： | 2019年4月~ 2025年4月  | 首尔大学              | 李美善 이미선 尹锡悦： 韩悳洙： | 2019年4月~2025年4月     | 釜山大学                | 李悰錫8 이종석                  | 2018年10月~2024年10月 | 首尔大学   | 金基潁 김기영                                                        | 2018年10月~2024年10月 | 首尔大学         | 李榮眞 이영진               | 2018年10月~2024年10月       | 成均館大學                  | 金炯枓 김형두 （2025年4月18日 - 2025年7月23日 任代理院长） 尹锡悦： 韩悳洙： | 2023年3月~          | 首尔大学         | 劉南碩7 유남석                                                                                    | 2017年11月~2023年11月 | 首尔大学              | 李垠厓 이은애 （2023年11月11日 - 2023年11月29日 任代理院长） | 2018年9月~2024年9月 | 首尔大学         |
|      | 尹锡悦                | 郑贞美 정정미 尹锡悦： 韩悳洙： | 2023年4月~              | 首尔大学                | 文炯培 문형배 （2024年10月18日 - 2025年4月17日 任代理院长） 尹锡悦： 韩悳洙： | 2019年4月~ 2025年4月  | 首尔大学              | 李美善 이미선 尹锡悦： 韩悳洙： | 2019年4月~2025年4月     | 釜山大学                | 李悰錫8 이종석                  | 2018年10月~2024年10月 | 首尔大学   | 金基潁 김기영                                                        | 2018年10月~2024年10月 | 首尔大学         | 李榮眞 이영진               | 2018年10月~2024年10月       | 成均館大學                  | 金炯枓 김형두 （2025年4月18日 - 2025年7月23日 任代理院长） 尹锡悦： 韩悳洙： | 2023年3月~          | 首尔大学         | 尹锡悦（ 國民力量）                                                                               |                       |                       | 李垠厓 이은애 （2023年11月11日 - 2023年11月29日 任代理院长） | 2018年9月~2024年9月 | 首尔大学         |
|      | 尹锡悦                | 郑贞美 정정미 尹锡悦： 韩悳洙： | 2023年4月~              | 首尔大学                | 文炯培 문형배 （2024年10月18日 - 2025年4月17日 任代理院长） 尹锡悦： 韩悳洙： | 2019年4月~ 2025年4月  | 首尔大学              | 李美善 이미선 尹锡悦： 韩悳洙： | 2019年4月~2025年4月     | 釜山大学                | 李悰錫8 이종석                  | 2018年10月~2024年10月 | 首尔大学   | 金基潁 김기영                                                        | 2018年10月~2024年10月 | 首尔大学         | 李榮眞 이영진               | 2018年10月~2024年10月       | 成均館大學                  | 金炯枓 김형두 （2025年4月18日 - 2025年7月23日 任代理院长） 尹锡悦： 韩悳洙： | 2023年3月~          | 首尔大学         | 郑亨植 정형식 尹锡悦： 韩悳洙：                                                                   | 2023年12月~           | 首尔大学              | 李垠厓 이은애 （2023年11月11日 - 2023年11月29日 任代理院长） | 2018年9月~2024年9月 | 首尔大学         |
|      | 尹锡悦                | 郑贞美 정정미 尹锡悦： 韩悳洙： | 2023年4月~              | 首尔大学                | 文炯培 문형배 （2024年10月18日 - 2025年4月17日 任代理院长） 尹锡悦： 韩悳洙： | 2019年4月~ 2025年4月  | 首尔大学              | 李美善 이미선 尹锡悦： 韩悳洙： | 2019年4月~2025年4月     | 釜山大学                | 李悰錫8 이종석                  | 2018年10月~2024年10月 | 首尔大学   | 金基潁 김기영                                                        | 2018年10月~2024年10月 | 首尔大学         | 李榮眞 이영진               | 2018年10月~2024年10月       | 成均館大學                  | 金炯枓 김형두 （2025年4月18日 - 2025年7月23日 任代理院长） 尹锡悦： 韩悳洙： | 2023年3月~          | 首尔大学         | 郑亨植 정형식 尹锡悦： 韩悳洙：                                                                   | 2023年12月~           | 首尔大学              | 曹喜大（尹锡悦）                                             |                     |                  |
|      | 尹锡悦                | 郑贞美 정정미 尹锡悦： 韩悳洙： | 2023年4月~              | 首尔大学                | 文炯培 문형배 （2024年10月18日 - 2025年4月17日 任代理院长） 尹锡悦： 韩悳洙： | 2019年4月~ 2025年4月  | 首尔大学              | 李美善 이미선 尹锡悦： 韩悳洙： | 2019年4月~2025年4月     | 釜山大学                | 李悰錫8 이종석                  | 2018年10月~2024年10月 | 首尔大学   | 金基潁 김기영                                                        | 2018年10月~2024年10月 | 首尔大学         | 李榮眞 이영진               | 2018年10月~2024年10月       | 成均館大學                  | 金炯枓 김형두 （2025年4月18日 - 2025年7月23日 任代理院长） 尹锡悦： 韩悳洙： | 2023年3月~          | 首尔大学         | 郑亨植 정형식 尹锡悦： 韩悳洙：                                                                   | 2023年12月~           | 首尔大学              | 金福馨 김복형 尹锡悦： 韩悳洙：                              | 2024年9月~          | 首尔大学         |
|      | 尹锡悦                | 郑贞美 정정미 尹锡悦： 韩悳洙： | 2023年4月~              | 首尔大学                | 文炯培 문형배 （2024年10月18日 - 2025年4月17日 任代理院长） 尹锡悦： 韩悳洙： | 2019年4月~ 2025年4月  | 首尔大学              | 李美善 이미선 尹锡悦： 韩悳洙： | 2019年4月~2025年4月     | 釜山大学                | 李悰錫8 이종석                  | 2018年10月~2024年10月 | 首尔大学   | 金基潁 김기영                                                        | 2018年10月~2024年10月 | 首尔大学         | 李榮眞 이영진               | 2018年10月~2024年10月       | 成均館大學                  | 金炯枓 김형두 （2025年4月18日 - 2025年7月23日 任代理院长） 尹锡悦： 韩悳洙： | 2023年3月~          | 首尔大学         | 郑亨植 정형식 尹锡悦： 韩悳洙：                                                                   | 2023年12月~           | 首尔大学              | 金福馨 김복형 尹锡悦： 韩悳洙：                              | 2024年9月~          | 首尔大学         |
|      | （代总统韓悳洙）      | 郑贞美 정정미 尹锡悦： 韩悳洙： | 2023年4月~              | 首尔大学                | 文炯培 문형배 （2024年10月18日 - 2025年4月17日 任代理院长） 尹锡悦： 韩悳洙： | 2019年4月~ 2025年4月  | 首尔大学              | 李美善 이미선 尹锡悦： 韩悳洙： | 2019年4月~2025年4月     | 釜山大学                | —                               | —                     | —          | —                                                                    | —                     | —                | —                           | —                           | —                           | 金炯枓 김형두 （2025年4月18日 - 2025年7月23日 任代理院长） 尹锡悦： 韩悳洙： | 2023年3月~          | 首尔大学         | 郑亨植 정형식 尹锡悦： 韩悳洙：                                                                   | 2023年12月~           | 首尔大学              | 金福馨 김복형 尹锡悦： 韩悳洙：                              | 2024年9月~          | 首尔大学         |
|      | 崔相穆 （代总统）     | 郑贞美 정정미 尹锡悦： 韩悳洙： | 2023年4月~              | 首尔大学                | 文炯培 문형배 （2024年10月18日 - 2025年4月17日 任代理院长） 尹锡悦： 韩悳洙： | 2019年4月~ 2025年4月  | 首尔大学              | 李美善 이미선 尹锡悦： 韩悳洙： | 2019年4月~2025年4月     | 釜山大学                | 國民力量                        | 國民力量              | 國民力量   | 郑桂先 정계선 尹锡悦： 韩悳洙：                                      | 2025年1月~            | 首尔大学         | —                           | —                           | —                           | 金炯枓 김형두 （2025年4月18日 - 2025年7月23日 任代理院长） 尹锡悦： 韩悳洙： | 2023年3月~          | 首尔大学         | 郑亨植 정형식 尹锡悦： 韩悳洙：                                                                   | 2023年12月~           | 首尔大学              | 金福馨 김복형 尹锡悦： 韩悳洙：                              | 2024年9月~          | 首尔大学         |
|      | 崔相穆 （代总统）     | 郑贞美 정정미 尹锡悦： 韩悳洙： | 2023年4月~              | 首尔大学                | 文炯培 문형배 （2024年10月18日 - 2025年4月17日 任代理院长） 尹锡悦： 韩悳洙： | 2019年4月~ 2025年4月  | 首尔大学              | 李美善 이미선 尹锡悦： 韩悳洙： | 2019年4月~2025年4月     | 釜山大学                | 赵汉畅 조한창 尹锡悦： 韩悳洙： | 2025年1月~            | 首尔大学   | 郑桂先 정계선 尹锡悦： 韩悳洙：                                      | 2025年1月~            | 首尔大学         | —                           | —                           | —                           | 金炯枓 김형두 （2025年4月18日 - 2025年7月23日 任代理院长） 尹锡悦： 韩悳洙： | 2023年3月~          | 首尔大学         | 郑亨植 정형식 尹锡悦： 韩悳洙：                                                                   | 2023年12月~           | 首尔大学              | 金福馨 김복형 尹锡悦： 韩悳洙：                              | 2024年9月~          | 首尔大学         |
|      | 韓悳洙 （代总统）     | 郑贞美 정정미 尹锡悦： 韩悳洙： | 2023年4月~              | 首尔大学                | 文炯培 문형배 （2024年10月18日 - 2025年4月17日 任代理院长） 尹锡悦： 韩悳洙： | 2019年4月~ 2025年4月  | 首尔大学              | 李美善 이미선 尹锡悦： 韩悳洙： | 2019年4月~2025年4月     | 釜山大学                | 赵汉畅 조한창 尹锡悦： 韩悳洙： | 2025年1月~            | 首尔大学   | 郑桂先 정계선 尹锡悦： 韩悳洙：                                      | 2025年1月~            | 首尔大学         | 共同民主党                  | 共同民主党                  | 共同民主党                  | 金炯枓 김형두 （2025年4月18日 - 2025年7月23日 任代理院长） 尹锡悦： 韩悳洙： | 2023年3月~          | 首尔大学         | 郑亨植 정형식 尹锡悦： 韩悳洙：                                                                   | 2023年12月~           | 首尔大学              | 金福馨 김복형 尹锡悦： 韩悳洙：                              | 2024年9月~          | 首尔大学         |
|      | 韓悳洙 （代总统）     | 郑贞美 정정미 尹锡悦： 韩悳洙： | 2023年4月~              | 首尔大学                | 文炯培 문형배 （2024年10月18日 - 2025年4月17日 任代理院长） 尹锡悦： 韩悳洙： | 2019年4月~ 2025年4月  | 首尔大学              | 李美善 이미선 尹锡悦： 韩悳洙： | 2019年4月~2025年4月     | 釜山大学                | 赵汉畅 조한창 尹锡悦： 韩悳洙： | 2025年1月~            | 首尔大学   | 郑桂先 정계선 尹锡悦： 韩悳洙：                                      | 2025年1月~            | 首尔大学         | 馬恩赫                      | 2025年4月~                  | 首尔大学                    | 金炯枓 김형두 （2025年4月18日 - 2025年7月23日 任代理院长） 尹锡悦： 韩悳洙： | 2023年3月~          | 首尔大学         | 郑亨植 정형식 尹锡悦： 韩悳洙：                                                                   | 2023年12月~           | 首尔大学              | 金福馨 김복형 尹锡悦： 韩悳洙：                              | 2024年9月~          | 首尔大学         |
|      | 韓悳洙 （代总统）     | 郑贞美 정정미 尹锡悦： 韩悳洙： | 2023年4月~              | 首尔大学                | —                                                                             |                       |                       |                                 |                         |                         | 赵汉畅 조한창 尹锡悦： 韩悳洙： | 2025年1月~            | 首尔大学   | 郑桂先 정계선 尹锡悦： 韩悳洙：                                      | 2025年1月~            | 首尔大学         | 馬恩赫                      | 2025年4月~                  | 首尔大学                    | 金炯枓 김형두 （2025年4月18日 - 2025年7月23日 任代理院长） 尹锡悦： 韩悳洙： | 2023年3月~          | 首尔大学         | 郑亨植 정형식 尹锡悦： 韩悳洙：                                                                   | 2023年12月~           | 首尔大学              | 金福馨 김복형 尹锡悦： 韩悳洙：                              | 2024年9月~          | 首尔大学         |
|      | 李在明                | 郑贞美 정정미 尹锡悦： 韩悳洙： | 2023年4月~              | 首尔大学                |                                                                               |                       |                       |                                 |                         |                         | 赵汉畅 조한창 尹锡悦： 韩悳洙： | 2025年1月~            | 首尔大学   | 郑桂先 정계선 尹锡悦： 韩悳洙：                                      | 2025年1月~            | 首尔大学         | 馬恩赫                      | 2025年4月~                  | 首尔大学                    | 金炯枓 김형두 （2025年4月18日 - 2025年7月23日 任代理院长） 尹锡悦： 韩悳洙： | 2023年3月~          | 首尔大学         | 郑亨植 정형식 尹锡悦： 韩悳洙：                                                                   | 2023年12月~           | 首尔大学              | 金福馨 김복형 尹锡悦： 韩悳洙：                              | 2024年9月~          | 首尔大学         |
|      | 李在明（ 共同民主党） | 郑贞美 정정미 尹锡悦： 韩悳洙： | 2023年4月~              | 首尔大学                |                                                                               |                       |                       |                                 |                         |                         | 赵汉畅 조한창 尹锡悦： 韩悳洙： | 2025年1月~            | 首尔大学   | 郑桂先 정계선 尹锡悦： 韩悳洙：                                      | 2025年1月~            | 首尔大学         | 馬恩赫                      | 2025年4月~                  | 首尔大学                    | 金炯枓 김형두 （2025年4月18日 - 2025年7月23日 任代理院长） 尹锡悦： 韩悳洙： | 2023年3月~          | 首尔大学         | 郑亨植 정형식 尹锡悦： 韩悳洙：                                                                   | 2023年12月~           | 首尔大学              | 金福馨 김복형 尹锡悦： 韩悳洙：                              | 2024年9月~          | 首尔大学         |
|      | 金尙煥9               | 郑贞美 정정미 尹锡悦： 韩悳洙： | 2023年4月~              | 首尔大学                | 2025年7月~                                                                    | 首尔大学              | 吴泳俊                | 2025年7月~                      | 首尔大学                |                         | 赵汉畅 조한창 尹锡悦： 韩悳洙： | 2025年1月~            | 首尔大学   | 郑桂先 정계선 尹锡悦： 韩悳洙：                                      | 2025年1月~            | 首尔大学         | 馬恩赫                      | 2025年4月~                  | 首尔大学                    | 金炯枓 김형두 （2025年4月18日 - 2025年7月23日 任代理院长） 尹锡悦： 韩悳洙： | 2023年3月~          | 首尔大学         | 郑亨植 정형식 尹锡悦： 韩悳洙：                                                                   | 2023年12月~           | 首尔大学              | 金福馨 김복형 尹锡悦： 韩悳洙：                              | 2024年9月~          | 首尔大学         |

### 垂直表格
| 肖像                                                 | 姓名          | 任期                  | 任命              | 席位    | 提名                             | 学历             | 备注                                                                                           |
| ---------------------------------------------------- | ------------- | --------------------- | ----------------- | ------- | -------------------------------- | ---------------- | ---------------------------------------------------------------------------------------------- |
|                                                      | 曺圭光 조규광 | 1988年9月~1994年9月   | 卢泰愚            | 总统1   | 卢泰愚                           | 首尔大学         | 第1任宪法法院院长                                                                              |
|                                                      | 崔光律 최광률 | 1988年9月~1994年9月   | 卢泰愚            | 总统2   | 卢泰愚                           | 首尔大学         |                                                                                                |
|                                                      | 金亮均 김양균 | 1988年9月~1994年9月   | 卢泰愚            | 总统3   | 卢泰愚                           | 全南大学         |                                                                                                |
|                                                      | 韓柄寀 한병채 | 1988年9月~1994年9月   | 卢泰愚            | 国会1   | 民主正義黨                       | 首尔大学         |                                                                                                |
|                                                      | 卞禎洙 변정수 | 1988年9月~1994年9月   | 卢泰愚            | 国会2   | 和平民主黨                       | 高丽大学（中退） |                                                                                                |
|                                                      | 金鎭佑 김진우 | 1988年9月~1994年9月   | 卢泰愚            | 国会3   | 統一民主黨                       | 首尔大学         |                                                                                                |
|                                                      | 李成烈 이성렬 | 1988年9月~1991年8月   | 卢泰愚            | 大法院1 | 李一珪                           | 朝鲜大学         |                                                                                                |
|                                                      | 李時潤 이시윤 | 1988年9月~1993年12月  | 卢泰愚            | 大法院2 | 李一珪                           | 首尔大学         |                                                                                                |
|                                                      | 金汶熙 김문희 | 1988年9月~1994年9月   | 卢泰愚            | 大法院3 | 李一珪                           | 首尔大学         |                                                                                                |
|                                                      | 黃道淵 황도연 | 1991年8月~1997年8月   | 卢泰愚            | 大法院1 | 金德柱                           | 首尔大学         |                                                                                                |
|                                                      | 李在華 이재화 | 1993年12月~1999年12月 | 金泳三            | 大法院2 | 尹錧                             | 首尔大学         |                                                                                                |
|                                                      | 金容俊 김용준 | 1994年9月~2000年9月   | 金泳三            | 总统1   | 金泳三                           | 首尔大学         | 第2任宪法法院院长                                                                              |
|                                                      | 金鎭佑 김진우 | 1994年9月~1997年1月   | 金泳三            | 总统2   | 金泳三                           | 首尔大学         | 由国会提名 转为总统提名而连任                                                                  |
|                                                      | 鄭京植 정경식 | 1994年9月~2000年9月   | 金泳三            | 总统3   | 金泳三                           | 高丽大学         |                                                                                                |
|                                                      | 金汶熙 김문희 | 1994年9月~2000年9月   | 金泳三            | 国会1   | 民主自由党                       | 首尔大学         | 由大法院院长提名 转为国会提名而连任                                                            |
|                                                      | 趙昇衡 조승형 | 1994年9月~1999年9月   | 金泳三            | 国会2   | 民主黨                           | 首尔大学         |                                                                                                |
|                                                      | 申昌彦 신창언 | 1994年9月~2000年9月   | 金泳三            | 国会3   | 民主自由党                       | 首尔大学         |                                                                                                |
|                                                      | 高重錫 고중석 | 1994年9月~2000年9月   | 金泳三            | 大法院3 | 尹錧                             | 首尔大学         |                                                                                                |
|                                                      | 李永模 이영모 | 1997年1月~2001年3月   | 金泳三            | 总统2   | 金泳三                           | 釜山大学         |                                                                                                |
|                                                      | 韓大鉉 한대현 | 1997年8月~2003年8月   | 金泳三            | 大法院1 | 尹錧                             | 首尔大学         |                                                                                                |
|                                                      | 河炅喆 하경철 | 1999年9月~2004年1月   | 金大中            | 国会2   | 新政治國民會議                   | 首尔大学         |                                                                                                |
|                                                      | 金榮一 김영일 | 1999年12月~2005年3月  | 金大中            | 大法院2 | 崔鍾泳                           | 首尔大学         |                                                                                                |
|                                                      | 尹永哲 윤영철 | 2000年9月~2006年9月   | 金大中            | 总统1   | 金大中                           | 首尔大学         | 第3任宪法法院院长                                                                              |
|                                                      | 宋寅準 송인준 | 2000年9月~2006年9月   | 金大中            | 总统3   | 金大中                           | 首尔大学         |                                                                                                |
|                                                      | 權誠 권성     | 2000年9月~2006年8月   | 金大中            | 国会1   | 大國家黨                         | 首尔大学         |                                                                                                |
|                                                      | 金曉鍾 김효종 | 2000年9月~2006年9月   | 金大中            | 国会3   | 新千年民主党、 大國家黨 一致提名 | 首尔大学         |                                                                                                |
|                                                      | 金京一 김경일 | 2000年9月~2006年9月   | 金大中            | 大法院3 | 崔鍾泳                           | 首尔大学         |                                                                                                |
|                                                      | 周善會 주선회 | 2001年3月~2007年3月   | 金大中            | 总统2   | 金大中                           | 高丽大学         | 2006年9月15日－2007年1月21日 任代理院长                                                        |
|                                                      | 全孝淑 전효숙 | 2003年8月~2006年8月   | 盧武鉉            | 大法院1 | 崔鍾泳                           | 梨花女子大学     | 第一任女性宪法法院法官                                                                         |
|                                                      | 李相京 이상경 | 2004年2月~2005年6月   | 盧武鉉            | 国会2   | 新千年民主党                     | 中央大學         |                                                                                                |
|                                                      | 李恭炫 이공현 | 2005年3月~2011年3月   | 盧武鉉            | 大法院2 | 崔鍾泳                           | 首尔大学         |                                                                                                |
|                                                      | 曺大鉉 조대현 | 2005年7月~2011年7月   | 盧武鉉            | 国会2   | 开放国民党                       | 首尔大学         |                                                                                                |
|                                                      | 金熙玉 김희옥 | 2006年9月~2010年12月  | 盧武鉉            | 总统1   | 盧武鉉                           | 东国大学         |                                                                                                |
|                                                      | 李東洽 이동흡 | 2006年9月~2012年9月   | 盧武鉉            | 国会1   | 大國家黨                         | 首尔大学         |                                                                                                |
|                                                      | 睦榮埈 목영준 | 2006年9月~2012年9月   | 盧武鉉            | 国会3   | 开放国民党、 大國家黨 一致提名   | 首尔大学         |                                                                                                |
|                                                      | 金鍾大 김종대 | 2006年9月~2012年9月   | 盧武鉉            | 大法院1 | 李容勳                           | 首尔大学         |                                                                                                |
|                                                      | 閔亨基 민형기 | 2006年9月~2012年9月   | 盧武鉉            | 大法院3 | 李容勳                           | 首尔大学         |                                                                                                |
|                                                      | 李康國 이강국 | 2007年1月~2013年1月   | 盧武鉉            | 总统3   | 盧武鉉                           | 首尔大学         | 第4任宪法法院院长                                                                              |
|                                                      | 宋斗煥 송두환 | 2007年3月~2013年3月   | 盧武鉉            | 总统2   | 盧武鉉                           | 首尔大学         | 2013年1月22日 - 2013年3月22日 任代理院长                                                       |
|                                                      | 朴漢徹 박한철 | 2011年2月~2017年1月   | 李明博            | 总统1   | 李明博                           | 首尔大学         | 第5任宪法法院院长                                                                              |
| Justice Lee Jung-mi of Constitutional Court of Korea | 李貞美 이정미 | 2011年3月~2017年3月   | 李明博            | 大法院2 | 李容勳                           | 高丽大学         | 2013年3月23日 - 2013年4月11日、 2017年2月1日 - 2017年3月13日 任代理院长 第一位女性（代理）院长 |
|                                                      | 安昌浩 안창호 | 2012年9月~2018年9月   | 李明博            | 国会1   | 新世界黨                         | 首尔大学         |                                                                                                |
|                                                      | 金二洙 김이수 | 2012年9月~2018年9月   | 李明博            | 国会2   | 民主統合黨                       | 首尔大学         | 2017年3月14日 - 2017年11月23日 任代理院长                                                      |
|                                                      | 姜日源 강일원 | 2012年9月~2018年9月   | 李明博            | 国会3   | 新世界黨、 民主統合黨 一致提名   | 首尔大学         |                                                                                                |
|                                                      | 李鎭盛 이진성 | 2012年9月~2018年9月   | 李明博            | 大法院1 | 梁承泰                           | 首尔大学         | 第6任宪法法院院长                                                                              |
|                                                      | 金昌鍾 김창종 | 2012年9月~2018年9月   | 李明博            | 大法院3 | 梁承泰                           | 慶北大學         |                                                                                                |
|                                                      | 趙龍鎬 조용호 | 2013年4月~2019年4月   | 朴槿惠            | 总统2   | 朴槿惠                           | 建國大學         |                                                                                                |
|                                                      | 徐基錫 서기석 | 2013年4月~2019年4月   | 朴槿惠            | 总统3   | 朴槿惠                           | 首尔大学         |                                                                                                |
|                                                      | 李宣厓 이선애 | 2017年3月~2023年3月   | 黄教安 （代总统） | 大法院2 | 梁承泰                           | 首尔大学         |                                                                                                |
|                                                      | 劉南碩 유남석 | 2017年11月~2023年11月 | 文在寅            | 总统1   | 文在寅                           | 首尔大学         | 第7任宪法法院院长                                                                              |
|                                                      | 李錫兌 이석태 | 2018年9月~2023年4月   | 文在寅            | 大法院1 | 金命洙                           | 首尔大学         |                                                                                                |
|                                                      | 李垠厓 이은애 | 2018年9月~2024年9月   | 文在寅            | 大法院3 | 金命洙                           | 首尔大学         | 2023年11月11日 - 2023年11月29日 任代理院长                                                     |
|                                                      | 李悰錫 이종석 | 2018年10月~2024年10月 | 文在寅            | 国会1   | 自由韩国党                       | 首尔大学         | 第8任宪法法院院长                                                                              |
|                                                      | 金基潁 김기영 | 2018年10月~2024年10月 | 文在寅            | 国会2   | 共同民主党                       | 首尔大学         |                                                                                                |
|                                                      | 李榮眞 이영진 | 2018年10月~2024年10月 | 文在寅            | 国会3   | 正未來黨                         | 成均館大學       |                                                                                                |
|                                                      | 文炯培 문형배 | 2019年4月~2025年4月   | 文在寅            | 总统2   | 文在寅                           | 首尔大学         | 2024年10月18日 - 2025年4月17日 任代理院长                                                      |
|                                                      | 李美善 이미선 | 2019年4月~2025年4月   | 文在寅            | 总统3   | 文在寅                           | 釜山大学         |                                                                                                |
|                                                      | 金炯枓 김형두 | 2023年3月~            | 尹锡悦            | 大法院2 | 金命洙                           | 首尔大学         | 2025年4月18日 - 2025年7月23日 任代理院长                                                       |
|                                                      | 郑贞美 정정미 | 2023年4月~            | 尹锡悦            | 大法院1 | 金命洙                           | 首尔大学         |                                                                                                |
|                                                      | 郑亨植 정형식 | 2023年12月~           | 尹锡悦            | 总统1   | 尹锡悦                           | 首尔大学         |                                                                                                |
|                                                      | 金福馨 김복형 | 2024年9月~            | 尹锡悦            | 大法院3 | 曹喜大                           | 首尔大学         |                                                                                                |
|                                                      | 赵汉畅 조한창 | 2025年1月~            | 崔相穆 （代总统） | 国会1   | 國民力量                         | 首尔大学         |                                                                                                |
|                                                      | 郑桂先 정계선 | 2025年1月~            | 崔相穆 （代总统） | 国会2   | 共同民主党                       | 首尔大学         |                                                                                                |
|                                                      | 馬恩赫        | 2025年4月~            | 韓悳洙 （代总统） | 国会3   | 共同民主党                       | 首尔大学         |                                                                                                |
|                                                      | 金尙煥        | 2025年7月~            | 李在明            | 总统2   | 李在明                           | 首尔大学         | 第9任宪法法院院长                                                                              |
|                                                      | 吴泳俊        | 2025年7月~            | 李在明            | 总统3   | 李在明                           | 首尔大学         |                                                                                                |

## 统计
- 有提名过法官的总统中，提名过最多法官的总统为金泳三，提名了4名法官；最少的为李明博和尹锡悦，分别只提名了1名法官。宪法法院创立后的总统中，只有全部5名代行总统（高建、黄教安、韩悳洙、崔相穆和李周浩）没有提名过法官，但其中韩悳洙尝试过突破惯例提名2名员额[54]，被宪法法院裁定暂停提名效力[55]，最终韩国总统李在明撤回提名[56]。
- 提名过最多法官的政党为大国家党，提名了4名法官（其中1名与新千年民主党共推、1名与开放国民党共推）。
- 有提名过法官的大法院院长中，提名过最多法官的大法院院长为崔鍾泳和金命洙，均提名了4名法官；最少的为金德柱和曹喜大，分别只提名了1名法官，但其中，曹喜大仍在任，未来仍有可能有机会继续提名法官。
- 有影响过法官提名的总统中，影响最多的法官提名的总统（即统计自己提名、自己任期内所在党提名、自己任命的大法院院长提名数总和）为金大中，影响了10名法官提名；最少的为朴槿惠，她是被罢免的总统，只影响了2名法官提名。尹锡悦任命的大法院院长曹喜大仍在任，如果他未来仍有机会任命法官，则尹锡悦影响的法官提名数仍可增加。宪法法院创立后的总统中，只有全部5名代行总统（高建、黄教安、韩悳洙、崔相穆和李周浩）没有影响过法官提名，但其中韩悳洙尝试过突破惯例影响2名提名员额，被宪法法院阻止，其中另外，韩悳洙尝试过阻挠3名国会提名员额的任命，因此一度被国会罢免、崔相穆尝试过阻挠1名国会提名员额的任命。
- 有任命过法官的总统中，任命过最多法官的总统为卢武铉，任命了11名法官，任命过最少法官的总统为黄教安代行和韩悳洙代行，他们皆为代理被罢免的总统的国务总理，分别只任命了1名法官。宪法法院创立后的总统中，只有2名代行总统（高建和李周浩）没有任命过法官。